# Han (langue)
Cet article concerne la langue han. Pour les homonymes, voir Han.
Le han ou hän (autonyme : Häł gołan) est une langue athapascane septentrionale en danger de disparition, parlée par une dizaine de personnes âgées à Eagle, en Alaska, et dans la Cité de Dawson, au Yukon. Le nom de la langue est dérivé du nom du peuple Hän Hwëchʼin signifiant « peuple vivant le long de la rivière ».

## Écriture
| a  | b  | ch | chʼ | d   | ddh | dh  | dl | dr  | dz  | e    | g | gh | h  | i | j  | k  |
| kʼ | kh | l  | ł   | m   | mb  | n   | nd | nh  | nj  | o    | p | r  | rh | s | sh | sr |
| t  | tʼ | th | tl  | tlʼ | tr  | trʼ | ts | tsʼ | tth | tthʼ | u | w  | wh | y |    |    |

Les voyelles peuvent avoir plusieurs signes diacritiques :
- la nasalisation est indiquée à l’aide de l’ogonek ;
- le ton bas avec l’accent grave et le ton haut sans celui-ci ;
- le ton montant avec le caron ;
- le ton descendant avec l’accent circonflexe.

| ą | à | ą̀ | â | ą̂ | ǎ | ą̌ | ä | ą̈ | ä̀ | ą̈̀ | ä̂ | ą̈̂ | ä̌ | ą̈̌ | ę | è |
| ę̀ | ê | ę̂ | ě | ę̌ | ë | ę̈ | ë̀ | ę̈̀ | ë̂ | ę̈̂ | ë̌ | ę̈̌ | į | ì | į̀ | î |
| į̂ | ǐ | į̌ | ǫ | ò | ǫ̀ | ô | ǫ̂ | ǒ | ǫ̌ | ų | ù | ų̀ | û | ų̂ | ǔ | ų̌ |